# Косаральський сільський округ
Косара́льський сільський округ (каз. Қосарал ауылдық округі, рос. Косаральский сельский округ) — адміністративна одиниця у складі Федоровського району Костанайської області Казахстану. Адміністративний центр — село Кенерал.
Населення — 888 осіб (2021; 1237 у 2009, 2091 у 1999, 2632 у 1989).
Станом на 1989 рік існувала Косаральська сільська рада (села Жиланди, Зоринське, Кенарал, Новостройка, Турагаш). Села Зоринське та Новостройка ліквідовано 2009 року, село Турагаш — 2015 року.

## Склад
До складу округу входять такі населені пункти:
| Населений пункт   | Старі назви | Населення, осіб (1989) | Населення, осіб (1999) | Населення, осіб (2009) | Населення, осіб (2021) |
| ----------------- | ----------- | ---------------------- | ---------------------- | ---------------------- | ---------------------- |
| Жиланди, село     | -           | 281                    | 248                    | 158                    | 107                    |
| Зоринське, село   | -           | 321                    | 146                    | -                      | -                      |
| Кенерал, село     | -           | 1544                   | 1634                   | 982                    | 781                    |
| Новостройка, село | -           | 226                    | 125                    | -                      | -                      |
| Турагаш, село     | -           | 260                    | 209                    | 97                     | -                      |